# Rededey
Rededey es un rey circasiano que vivió en la Edad Media. Era muy fuerte y era conocido como "El Gigante Rededey". Es conocido por su combate de lucha libre con el príncipe Mstislav de Rusia. Mstislav, el príncipe de los rusos, ganó la lucha haciendo trampa.